# Port-Sainte-Foy-et-Ponchapt
Port-Sainte-Foy-et-Ponchapt település Franciaországban, Dordogne megyében. Lakosainak száma 2515 fő (2022. január 1.). Port-Sainte-Foy-et-Ponchapt Monfaucon, Saint-André-et-Appelles, Eynesse, Pineuilh, Saint-Avit-Saint-Nazaire, Sainte-Foy-la-Grande, Le Fleix, Saint-Antoine-de-Breuilh, Fougueyrolles és Saint-Méard-de-Gurçon községekkel határos.

## Népesség
A település népességének változása:
| Lakosok száma | 2498 | 2503 | 2561 | 2498 | 2488 | 2478 | 2487 | 2501 | 2515 |
|               | 2013 | 2015 | 2016 | 2017 | 2018 | 2019 | 2020 | 2021 | 2022 |